# Мельник Анатолій Олексійович
Анатолій Олексійович Мельник (нар. 19 вересня 1955 в селі Серединці, Шепетівський район, Хмельницька область) — український науковець, завідувач кафедри електронних обчислювальних машин у Національному університеті «Львівська політехніка», старший науковий співробітник, доктор технічних наук, професор.

## Освіта
- В 1978 році закінчив Львівський політехнічний інститут за спеціальністю «Електронні обчислювальні машини», та з 1978 року по 1981 рік навчався в стаціонарній аспірантурі при кафедрі ЕОМ ЛПІ.
- В 1985 році в Московському енергетичному інституті захистив кандидатську дисертацію «Дослідження та розроблення конвеєрних операційних пристроїв для обчислення елементарних функцій в процесорах опрацювання сигналів».
- В 1986 році пройшов курси головних інженерів в Інституті підвищення кваліфікації Міністерства радіотехнічної промисловості при НВО «Авангард», Ленінград.
- В 1989 році пройшов курси поглибленого вивчення англійської мови у Львівському університеті ім. І. Франка.
- В 1992 році в Інституті проблем моделювання в енергетиці Національної Академії Наук України захистив докторську дисертацію «Конвеєрні граф-алгоритмічні процесори для розв'язання задач цифрового опрацювання сигналів».
- В 1996 році в рамках гранту німецького академічного фонду DAAD пройшов наукове стажування в Університеті прикладних наук м. Нюрнберга, Німеччина.
- В 1996 році отримав звання дипломованого інженера (Chartered Engineer) від Інженерної ради Великої Британії.
- В 1996 році отримав вчене звання професора від Міністерства освіти і науки України.
- В 1997—2001 роках в рамках грантів уряду Баварії пройшов щорічні наукові стажування в Університеті прикладних наук м. Нюрнберга, Німеччина.

Вільно володіє українською, англійською, польською та російською мовами.

## Професійна діяльність
- 1994— до даного часу, Національний університет «Львівська політехніка», завідувач кафедри електронних обчислювальних машин.
- 2000— до даного часу, науково-виробниче підприємство «Інтрон», директор.
- 2014 - до даного часу, Люблінський католицький університет Іоанна Павла II, Люблін, Польща, професор, завідувач кафедри штучного інтелекту з 2018 року.

Крім того:
- 1975—1981, Львівський політехнічний інститут, науково-дослідний конструкторський інститут ЕЛВІТ, лаборант; молодший науковий співробітник.
- 1982—1994, Львівський науково-дослідний радіотехнічний інститут, молодший науковий співробітник; старший науковий співробітник; начальник сектора; начальник відділу систем цифрової обробки сигналів.
- 1994—2008, Національний університет «Львівська політехніка», науковий керівник науково-дослідного конструкторського інституту ЕЛВІТ.
- 1999—2009, Інститут підприємництва та перспективних технологій при Національному університеті «Львівська політехніка», декан факультету комп'ютерних та інформаційних технологій.
- 2003—2007, Технічний університет м. Кельце, Польща, професор.
- 2007—2008, Вища Школа Інформатики та Управління, м. Ряшів, Польща, професор.
- 2009—2010, Відкритий міжнародний університет розвитку людини «Україна», Радник президента з науки.
- 2014-2015, Вища Школа Економіко-Гуманітарна, Бельсько-Бяла, Польща, візитовий професор.

## Педагогічна діяльність
Навчальні дисципліни — "Архітектура комп'ютерів та комп'ютерних систем", "Архітектура спеціалізованих комп'ютерних систем", "Архітектура кіберфізичних систем", "Проектування НВІС", "Комп'ютерні мережі та Інтернет", "Комп'ютерні засоби опрацювання сигналів та зображень", "Напрямки досліджень та розвитку спеціалізованих комп'ютерних систем", "Напрямки досліджень та розвитку комп'ютерних систем та мереж", "Напрямки досліджень та розвитку кіберфізичних систем", "Проектування, аналіз і синтез паралельних алгоритмів", "Методи досліджень в комп’ютерній інженерії". 
Розроблення державних стандартів бакалаврів, магістрів та докторів філософії за спеціальністю "Комп'ютерна інженерія", а також навчальних планів бакалаврів та магістрів спеціалізацій "Компютерні системи та мережі», Системне програмування", "Кіберфізичні системи".

## Основний напрям наукових досліджень
Архітектура комп’ютерів та комп’ютерних систем, проектування вбудованих та високопродуктивних гетерогенних комп’ютерних систем, проектування кіберфізичних систем, розроблення теоретичних основ їх побудови та методів і засобів проектування.

## Найвагоміші наукові проекти
- 1982—1994, ряд комп'ютерів спектрального аналізу радіолокаційних сигналів (Львівський науково-дослідний радіотехнічний інститут).
- 1986—1989, комплект спеціалізованих великих інтегральних схем для комп'ютерів опрацювання сигналів (Львівський науково-дослідний радіотехнічний інститут).
- 1996—2001, комп'ютери багатовимірного спектрального аналізу сигналів та зображень, захисту інформації, компресії даних, розпаралелюючий транслятор для багатопроцесорних систем (Університет прикладних наук м. Нюрнберга, Німеччина).
- 2001—2003, система реконструкції тривимірних об'єктів за даними лазерного далекоміра (Jena-Optronik, Єна, Німеччина).
- 2001—2003, система оперативно-технологічного зв'язку (Міністерство транспорту України).
- 2002—2003, процесори захисту інформації (Shera International, Тайпей, Тайвань).
- 1998—2006, конфігуровані сенсорні мережі інтелектуальних автономних агентів для моніторингу навколишнього середовища (Міністерство освіти та науки України).
- 2003—2005, системи автоматичного генерування архітектури спеціалізованих процесорів. (Інтрон, Україна).
- 2005—2006, математичне та програмне забезпечення промислового комп'ютерного томографа (Корейський інститут промислових технологій, Сеул, Корея).
- 2007-2009, застосування GRID-технологій в освіті та науці (Кабінет Міністрів України).
- 2012-2013, теорія проектування багатопортової пам’яті комп’ютера на принципах паралельного доступу до даних (МОН України);
- 2007—2016, система ХАМЕЛЕОН для автоматичного генерування програмних моделей спеціалізованих процесорів. (Інтрон, Україна).
- 2014-2018, підвищення ефективності гетерогенних систем за допомогою самоконфігурованих обчислень на основі ПЛІС. COST Action IC1305 - Мережа стійких ультрамасштабних обчислень (NESUS) (ЄС, Європейське співробітництво в науці та технологіях).
- 2015 – 2016, принципи інтеграції методів і засобів вимірювання, автоматизації, обробки та захисту інформації в базисі кіберфізичних систем (МОН України).
- 2020, мобільні додатки для цілодобового спостереження за легеневою функцією пацієнтів з COVID-19 (Університетське агентство Франкофонії AUF).
- 2021-2022, програмні засоби для цілодобового віддаленого моніторингу функціонального стану людини (Інтрон, Україна).
- 2023, віддалений моніторинг місцезнаходження людей з анонімізацією персональних даних (Федеральний технологічний інститут в Лозанні, Швейцарія).

Підготував 3 докторів та 21 кандидата наук.

## Участь в освітніх та наукових структурах
- Консультативна рада з питань інформатизації при Верховній Раді України.
- Науково-методичної комісія з інформаційних технологій, автоматизації та телекомунікацій сектору вищої освіти Науково-методичної ради МОН України, голова підкомісії зі спеціальності 123 Комп’ютерна інженерія.
- Президія науково-методичної комісії з комп'ютерної техніки Міністерства освіти і науки України.
- Експертна рада Державної Акредитаційної Комісії Міністерства освіти і науки України за напрямом «Комп'ютерні та інформаційні технології».
- Вчена рада національного університету «Львівська політехніка», голова комісії з комп'ютеризації та інформатизації (1997—2007 рр.).
- Науково-методична рада національного університету «Львівська політехніка».
- Вчена рада Інституту комп'ютерних технологій національного університету «Львівська політехніка».
- Дві спеціалізовані вчені ради із захисту докторських дисертацій (член ради та заступник голови).
- Головний редактор наукового журналу «Комп'ютерні системи та мережі», видавець Національний університет «Львівська політехніка».
- Головний редактор наукового журналу «Advances in Cyber-Physical Systems», видавець Національний університет «Львівська політехніка».
- Член редколегій низки вітчизняних та закордонних наукових видань.
- Голова міжнародної наукової конференції «Комп'ютерні системи та мережі: розроблення та використання» та член програмних комітетів кількох міжнародних конференцій.

Крім того, в минулому працював у складі:
- Науково-технічної ради та ради трудового колективу Львівського науково-дослідного радіотехнічного інституту.
- Головою ради молодих вчених Львівського науково-дослідного радіотехнічного інституту.
- Координаційної науково-технічної ради Мінрадіопрому СРСР.
- Координаційної науково-технічної ради Мінмашпрому України.
- Секції Академії Наук СРСР.
- Президії Львівської обласної ради профспілок працівників електронної промисловості.
- Вченої ради Інституту підприємництва та перспективних технологій.

## Членство в міжнародних професійних організаціях
- з 1996 року — Міжнародна Академія Комп'ютерних Наук та Систем, голова Львівського територіального відділення академії.
- з 1996 року — Інститут Інженерів Електриків IEE Великої Британії.
- з 1998 року — Американська асоціація комп'ютерних технологій ACM, голова українського осередку (2000—2002).
- з 2001 року — Інститут Інженерів Електриків та Електронників IEEE (США).
- з 2011 року — Академія Інженерних Наук України.

## Нагороди
- Відмінник освіти України
- Найкращий молодий винахідник України.
- Найкращий молодий вчений Мінрадіопрому
- Найкращий науково-технічний працівник Мінрадіопрому.

## Основні публікації
Автор близько 500 наукових праць, в тому числі 15 монографій, 103 авторських свідоцтв та патентів, а також навчально-методичних розробок, навчального посібника та підручника. Серед них:
1. Глухов В.С., Мельник А. О., Мельник В.А., Сало А.М. Кіберфізичні системи: багаторівнева організація та проектування. За редакції професора Мельника А.О. Львів. Магнолія-2006. 2019. – 230 с.
2. Мельник А.О., Яковлєва І.Д.. Структурний аналіз і синтез паралельних алгоритмів: монографія – Чернівці : Чернівецький нац. ун-т, 2018. – 184 с. ISBN 978-966-423-431.
3. Мельник А.О. Пам’ять із впорядкованим доступом. Видавництво НУ «Львівська політехніка», 2014. – 330с. Монографія.
4. Мельник А. О., Мельник В. А. Персональні суперкомп'ютери: архітектура, проектування, застосування. Монографія. Львів: Видавництво Львівської політехніки, Львів, 2013. — 516 с.
5. Мельник А. О., Архітектура комп'ютера. Луцьк: Волинська обласна друкарня, 2008. — 470 с.
6. Мельник А. О., Коркішко Т. А., Мельник В. А. Алгоритми та процесори симетричного блокового шифрування. Львів, БаК, 2003. — 163 c.
7. Мельник А. О., Ємець В. Ф., Попович Р. Сучасна криптографія. Основні поняття. Львів, БаК, 2003. — 144 с.
8. Мельник А. О. Програмовані процесори обробки сигналів. Видавництво Національного університету «Львівська політехніка», Львів, 2000. — 65 с.
9. Мельник А. О. Спеціалізовані комп'ютерні системи реального часу. Видавництво Національного університету «Львівська політехніка», Львів, 1998. — 60 с.
10. Anatoliy Melnyk, Viktor Melnyk. Self‐Improvable Computer System Model and Architecture Based on Reconfigurable Hardware, Automatic Design and Synthesis Tools and Artificial Intelligence Technologies. Proceedings of The Fourth International Workshop on Computer Modeling and Intelligent Systems (CMIS-2021). Zaporizhzhia, Ukraine, April 27, 2021. Pp. 356-367.
11. Melnyk, A., Melnyk, V., "Self-Configurable FPGA-Based Computer Systems," Advances in Electrical and Computer Engineering, vol. 13, no. 2, pp. 33-38, 2013, doi:10.4316/AECE.2013.02005.
12. Melnyk A., "Parallel Conflict-Free Ordered Access Memory Device", 2021 11th International Conference on Advanced Computer Information Technologies (ACIT), Deggendorf, Germany, 2021, pp. 548-553, doi: 10.1109/ACIT52158.2021.9548539.